# Ehemalige Aida Konditorei

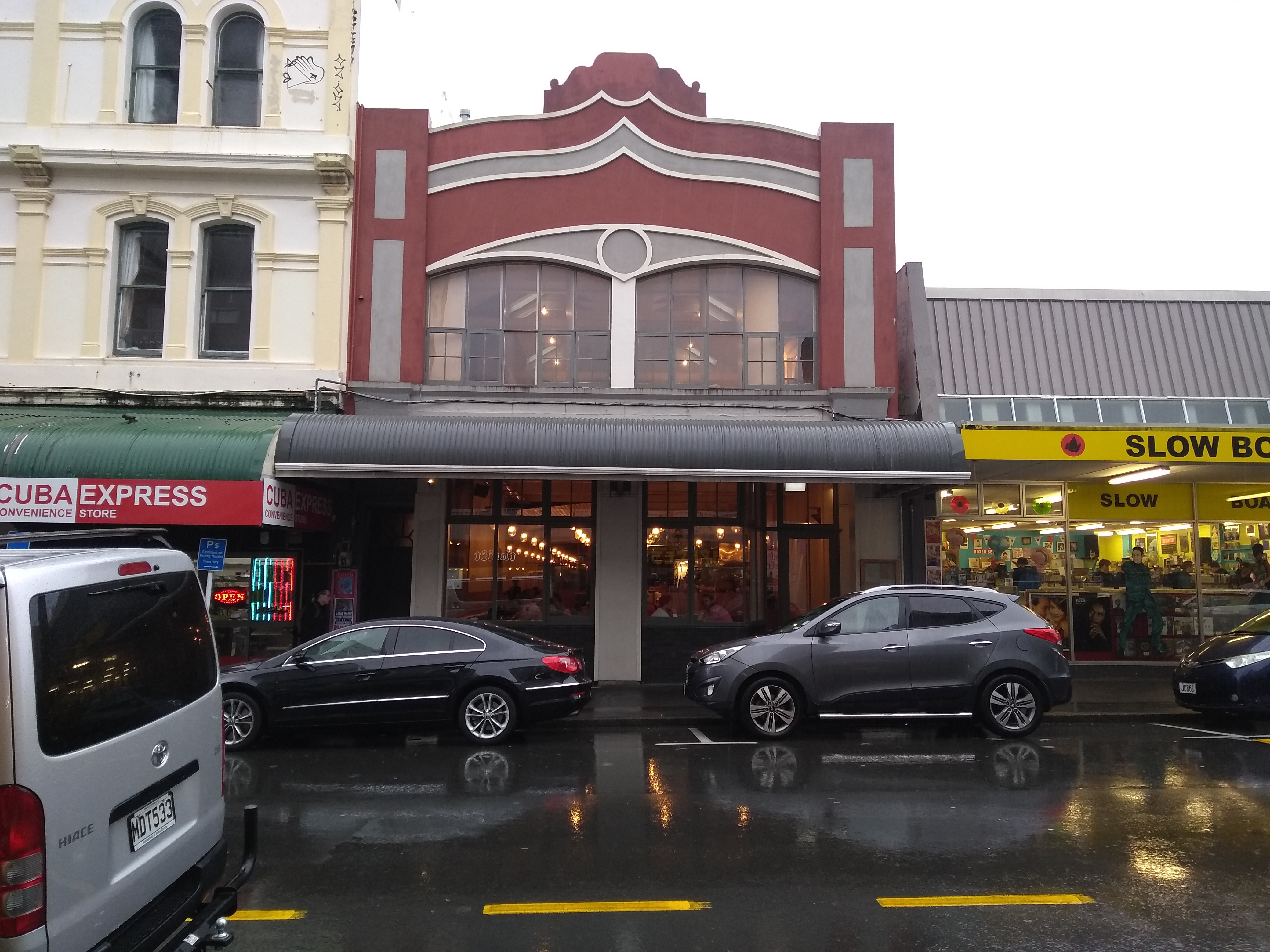
Aida Konditorei

Die Aida Konditorei  ist ein historisches Bauwerk in der Cuba Street 181 im neuseeländischen Wellington. Es wurde am 22. August 1991 vom New Zealand Historic Places Trust unter Nummer 5341 als Historic Place Category II eingestuft.
Das Gebäude wurde 1916 von James Bennie errichtet und als Restaurant, Café und Teehaus genutzt. 1935 wurde es im Stile des Art déco umgestaltet.
Das Gebäude wurde vor allem wegen der original erhaltenen Art-Nouveau-Fassade des 1. Stockes registriert, das Erdgeschoss wurde jedoch stark verändert. Es ist heute Teil der Cuba Street Historic Area.